# Olympische Sommerspiele 1984/Teilnehmer (Dschibuti)
| Gelbes Symbol für Goldmedaillen mit stilisierten Olympischen Ringen | Graues Symbol für Silbermedaillen mit stilisierten Olympischen Ringen | Braundes Symbol für Bronzemedaillen mit stilisierten Olympischen Ringen |
| ------------------------------------------------------------------- | --------------------------------------------------------------------- | ----------------------------------------------------------------------- |
| —                                                                   | —                                                                     | —                                                                       |

Dschibuti nahm an den Olympischen Sommerspielen 1984 in Los Angeles, USA, mit einer Delegation von drei Sportlern (allesamt Männer) teil. Es war die erste Teilnahme an Olympischen Spielen für Dschibuti.

## Teilnehmer nach Sportarten

### Leichtathletik
- Djama Robleh
Marathon: 8. Platz

- Ahmed Salah
Marathon: 20. Platz

- Omar Abdillahi Charmarke
Marathon: 32. Platz